# Pseudecheneis sirenica
Pseudecheneis sirenica är en fiskart som beskrevs av Vishwanath och Darshan 2007. Pseudecheneis sirenica ingår i släktet Pseudecheneis och familjen Sisoridae. IUCN kategoriserar arten globalt som sårbar. Inga underarter finns listade i Catalogue of Life.